# U-612
U-612 – niemiecki okręt podwodny typu VIIC z okresu II wojny światowej. Wyporność U-Boota wynosiła 769 ton w położeniu nawodnym i 871 ton pod wodą, a jego główną bronią było 14 torped o kalibrze 533 mm, wystrzeliwanych z pięciu wewnętrznych wyrzutni. Jednostka rozwijała na powierzchni maksymalną prędkość 17,6 węzłów, jej zasięg przy prędkości 10 węzłów wynosił 8500 Mm.
5 marca 1942 roku okręt został przyjęty w skład  Kriegsmarine (Feldpost Nr M 42 940) pod dowództwem Paula Siegmanna, w składzie 5. Flotylli U-Bootów w Kilonii. 6 sierpnia 1942 roku podczas ćwiczeń na Bałtyku, okręt został staranowany w zanurzeniu przez inny niemiecki okręt podwodny U-444. Natychmiastowe wynurzenie pozwoliło na uratowanie niemal całej załogi, okręt jednak zatonął. Załoga, ze stratą dwóch osób, została podjęta z wody przez dwa inne U-Booty, w tym U-444. 18 sierpnia 1942 roku został podniesiony i skierowany do remontu w stoczni Holmwerft w Gdańsku, po czym 31 maja 1943 roku przywrócony do służby w charakterze jednostki szkolnej. W celu niedopuszczenia do przejęcia okrętu przez Związek Radziecki, 2 maja 1945 roku okręt został zatopiony przez Niemców.
Nazwa okrętu została wykorzystania w sequelu filmu fabularnego Okręt (Das Boot) – nakręconym przez niemiecką telewizję Sky 1 8-odcinkowym serialu pod tym samym tytułem, którego niemiecka premiera odbyła się w 2018 roku. Nietypowa tajna operacja prowadzona w tym serialu przez U-612, jest tłem dla dramatycznych wydarzeń pod pokładem jednostki oraz w jej macierzystej bazie w Lorient.